# Blerton Nuha
Blerton Nuha, né le 26 août 2000 à Ferizaj,, est un coureur cycliste kosovar. Il est devenu champion national à de multiples reprises.

## Biographie
Blerton Nuha est le fils d'Avni Nuha, président de la Fédération cycliste du Kosovo et membre du conseil exécutif du Comité olympique du Kosovo. Il est entraîné par son grand frère Besart.

## Palmarès et résultats

### Par année
- 2016
  -  Champion du Kosovo du contre-la-montre juniors
- 2017
  - 2e du championnat du Kosovo sur route juniors
  - 3e du championnat du Kosovo du contre-la-montre juniors
- 2018
  -  Champion du Kosovo sur route juniors
  - 2e du championnat du Kosovo du contre-la-montre juniors
- 2019
  -  Champion du Kosovo sur route[4]
  - Memorial Avni Dedia Trepça
  - 2e du championnat du Kosovo du contre-la-montre
- 2020
  -  Champion du Kosovo sur route espoirs
  -  Champion du Kosovo du contre-la-montre espoirs
- 2021
  -  Champion du Kosovo sur route espoirs
  -  Champion du Kosovo du contre-la-montre espoirs
  - Kupa 26 Marsi
- 2022
  -  Champion du Kosovo sur route espoirs
  -  Champion du Kosovo du contre-la-montre espoirs
- 2023
  -  Champion du Kosovo sur route
  - 2e du championnat du Kosovo du contre-la-montre
- 2024
  -  Champion du Kosovo sur route
  - Kupa Agim Tafili
  - Pranvera në Shtime
  - 3e du championnat du Kosovo du contre-la-montre
- 2025
  -  Champion du Kosovo sur route
  -  Champion du Kosovo du contre-la-montre

### Classements mondiaux
| Année                                 | 2019  | 2020 | 2021 | 2022  | 2023 | 2024 |
| ------------------------------------- | ----- | ---- | ---- | ----- | ---- | ---- |
| Classement mondial                    | 1022e | 488e | 687e | 1455e | 960e | 975e |
| UCI Europe Tour                       | 736e  | 400e | 545e | 991e  | nc   | nc   |
|                                       |       |      |      |       |      |      |
| Légende : nc = non classéSource : UCI |       |      |      |       |      |      |